# タカサゴ属
タカサゴ属（タカサゴぞく、高砂属、学名：Caesio）はスズキ目タカサゴ科の属。They are native to the インド洋と西太平洋原産で、バリアブルラインドフュージラーは例外的にレセップス移動によりスエズ運河を経て地中海に進出している。

## 種
9種が記載されている。
- ササムロ（Caesio caerulaurea Lacépède, 1801）
- ユメウメイロ（Caesio cuning Bloch, 1791）
- ハナタカサゴ（Caesio lunaris G. Cuvier, 1830）
- ストリエイテッドフュージラー（Caesio striata Rüppell, 1830）
- スエズフュージラー（英語版）（Caesio suevica Klunzinger, 1884）
- ウメイロモドキ（Caesio teres Seale, 1906 – yellow and blueback fusilier
- バリアブルラインドフュージラー（英語版）（Caesio varilineata K. E. Carpenter, 1987）
- Caesio xanthalytos Wouter Holleman, Connell & K. E. Carpenter, 2013[3]
- イエローバックフュージラー（英語版）（Caesio xanthonota Bleeker, 1853）